# 葉桜の季節に君を想うということ
『葉桜の季節に君を想うということ』（はざくらのきせつにきみをおもうということ）は、歌野晶午の長編推理恋愛小説。

## 概要
- 第57回日本推理作家協会賞受賞
- 第4回本格ミステリ大賞受賞[1]
- このミステリーがすごい! 2004年版第1位
- 本格ミステリベスト10 2004年版第1位
- 週刊文春 推理小説ベスト10 2003年度第2位

2004年のあらゆるミステリーの賞を総なめにした。

## あらすじ
いつものようにフィットネスクラブで汗を流していた成瀬将虎は、ある日後輩の芹澤清から、彼が密かに想いを寄せる久高愛子の相談に乗ってほしいと頼まれる。愛子は、家柄の手前警察には相談しにくいので、轢き逃げに遭い亡くなった身内が悪徳商法業者・蓬莱倶楽部によって保険金詐欺に巻き込まれていた証拠を掴んで欲しいと依頼してきた。
同じ時期、将虎は地下鉄に飛び込もうとした麻宮さくらという女性を助ける。それがきっかけとなり、以後何度かデートを重ねる仲になる。
保険金詐欺事件の真相究明と将虎の恋の行方、2つの出来事がやがて交錯する。

## 登場人物
成瀬 将虎（なるせ まさとら）
通称・トラ。自称・何でも屋ならぬ、何でもやってやろう屋。2歳年下の妹・綾乃と二人暮らし。探偵事務所に勤めていたこともあるが、半人前になる前に辞めてしまった。しかし、元探偵とキヨシに見栄を張ったために愛子から依頼を受けることとなる。
麻宮 さくら（あさみや さくら）
人生に悲観し、地下鉄に飛び込もうとしたが、将虎に助けられる。
芹澤 清（せりざわ きよし）
将虎の出身高校の後輩。同じフィットネスクラブに通う久高愛子に想いを寄せている。
久高 愛子（くだか あいこ）
白金台の高級住宅街に住む。聖心女子学院に初等科から通っていたお嬢様。
古屋 節子（ふるや せつこ）
主婦。何でも買ってしまう癖が直らず、蓬莱倶楽部にカモにされる。借金返済のために倶楽部の犬となり、言うままに行動する。
安藤 士郎（あんどう しろう）
将虎の友人。将虎は安（やす）さんと呼ぶ。将虎が講師を務めるパソコン教室で生徒として出会った。離婚した妻の子の写真を撮ってきてほしいと将虎に頼む。
蓬莱倶楽部（ほうらいくらぶ）
悪徳商法詐欺集団。ただの水を1本2万円で売ったり、100万円する布団を売りつける。

## 書籍情報
- 単行本：2003年3月、文藝春秋、ISBN 978-4-16-321720-8
- 文庫本：2007年5月、文春文庫、ISBN 978-4-16-773301-8